# John Condit
John Condit, född 8 juli 1755 i Orange, New Jersey, död 4 maj 1834 i Orange, New Jersey, var en amerikansk politiker (demokrat-republikan). Han representerade delstaten New Jersey i båda kamrarna av USA:s kongress, i representanthuset 1799-1803 samt 1819 och i senaten 1 september 1803-3 mars 1809 samt 21 mars 1809-3 mars 1817. Han var far till Silas Condit som var kongressledamot 1831-1833.
John Condit studerade medicin och tjänstgjorde som kirurg i amerikanska revolutionskriget. Han blev invald i representanthuset i kongressvalet 1798. Han omvaldes 1800.
Delstatens lagstiftande församling lyckades inte enas om en efterträdare till senator Aaron Ogden vars mandatperiod löpte ut i mars 1803. Till sist valdes Condit som tillträdde i början av september samma år. Han efterträddes 1809 som senator av John Lambert. En kort tid därefter avgick senator Aaron Kitchell och Condit tillträdde som senator på nytt efter några veckor. Condit satte i senaten till slutet av Kitchells mandatperiod och omvaldes sedan till ytterligare en mandatperiod. Han efterträddes 1817 av Mahlon Dickerson. Condit var ännu 1819 i åtta månader ledamot av representanthuset till dess att han avgick 4 november 1819. Han var biträdande tullinsamlare i New Yorks hamn 1819-1830.
Condits grav finns på Old Graveyard i Orange.